# Monoxenus elevatus
Monoxenus elevatus là một loài bọ cánh cứng trong họ Cerambycidae.